# Dirk-Boris Rödel

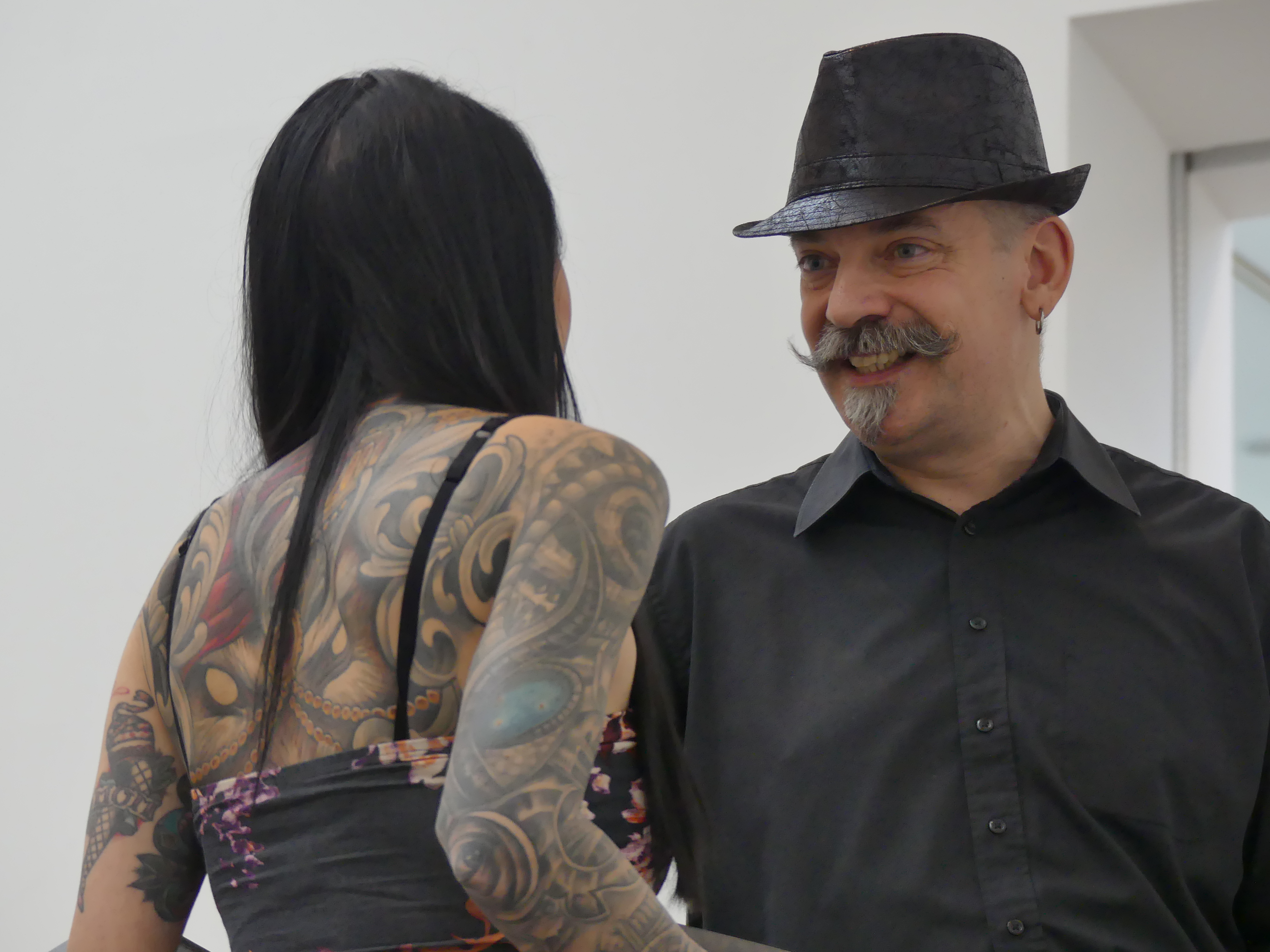
Dirk-Boris Rödel auf der Tattoomenta 2018

Dirk-Boris Rödel (* 1969 in Tettnang) ist ein deutscher Journalist und Sachbuchautor; bis 2017 war er Chefredakteur der Zeitschriften Tätowier Magazin und Tattoo Style.

## Leben
Dirk-Boris Rödel studierte Japanologie und Empirische Kulturwissenschaft an der Eberhard Karls Universität Tübingen, sein Studienschwerpunkt war die japanische Tätowierkunst. 1994–1995 verbrachte er in Kyoto an der Dôshisha-Universität, vertiefte seine Kenntnisse und nahm Kontakt zu japanischen Tätowiermeistern in Osaka, Yokohama und Tokyo auf. Im Jahr 1999 verfasste Rödel seine Magisterarbeit mit dem Thema Die Entwicklung der japanischen Tätowierkunst in der Edo-Zeit und ihre Entwicklung bis zur Gegenwart und nahm eine Stellung als Chefredakteur der Zeitschriften Tätowier Magazin an. Diese Position gab er im Jahr 2017 auf.
Dirk-Boris Rödel selbst ist in erheblichem Umfang tätowiert, zu seinen Hobbys zählen antike maritime Memorabilia sowie das Dudelsack-Spiel.

„Von Gesicht und Händen mal abgesehen ist nicht mehr viel freie Haut auf seinem Körper vorhanden.“

## Werke (Auswahl)
- Japanische Schriftzeichen als Tattoo-Designs.  Huber 2007, ISBN 978-3-927896-16-1.
- Vornamen in japanischer Schrift als Tattoo-Designs. Huber 2007, ISBN 978-3-927896-17-8.
- Alles über japanische Tätowierungen : die japanische Tätowierkunst der Edo-Zeit und ihre Entwicklung bis zur Gegenwart. Uhlstädt-Kirchhasel Arun 2004, ISBN 3-935581-65-3.
- Tattoo Erotica: Die sinnlichsten Eroticats in einem Bildband. Huber, Mannheim 2008, ISBN 978-3-927896-31-4.
  - Mit Herbert Hoffmann: Herbert Hoffmann – Traditionelle Tattoo-Motive. Huber, Mannheim 2008, ISBN 978-3-927896-27-7.
- Liber Thanatamor. Edition Outbird, Gera 2020, ISBN 978-3-95915-130-6.
- Das siebente und letzte Pentakel des Jupiter. Edition Outbird, Gera 2021, ISBN 978-3-948887-28-5.